# Nodulisporium acervatum
Nodulisporium acervatum är en svampart som först beskrevs av George Edward Massee, och fick sitt nu gällande namn av Deighton 1985. Nodulisporium acervatum ingår i släktet Nodulisporium och familjen kolkärnsvampar.   Inga underarter finns listade i Catalogue of Life.